# Скавронская, Мария Николаевна
Графиня Мари́я Никола́евна Скавро́нская (урожденная Стро́ганова; 21 декабря 1729 — 18 декабря 1804) — статс-дама (1756) и дама большого креста ордена Святой Екатерины (05.04.1797); хозяйка Кантемировского дворца и Графской Славянки.

## Биография
Старшая дочь барона Николая Григорьевича Строганова от брака его с Прасковьей Ивановной Бутурлиной. Получила домашнее воспитание. До замужества жила в Петербурге, в доме своего дяди.
15 января 1754 года в Петербурге вышла замуж за графа Мартына Карловича Скавронского (1714—1776), безобразная наружность которого, по словам Екатерины II, равнялось только его глупости. Брак состоялся по особому желанию императрицы Елизаветы Петровны, которая лично присутствовала и на их обручении 10 декабря 1753 года в Москве и на свадьбе. Вскоре по вступлении в брак родилась дочь Елизавета (1755—1767), а затем сыновья Павел (1757—1793) и Пётр (1758— ?; умер прапорщиком Преображенского полка).

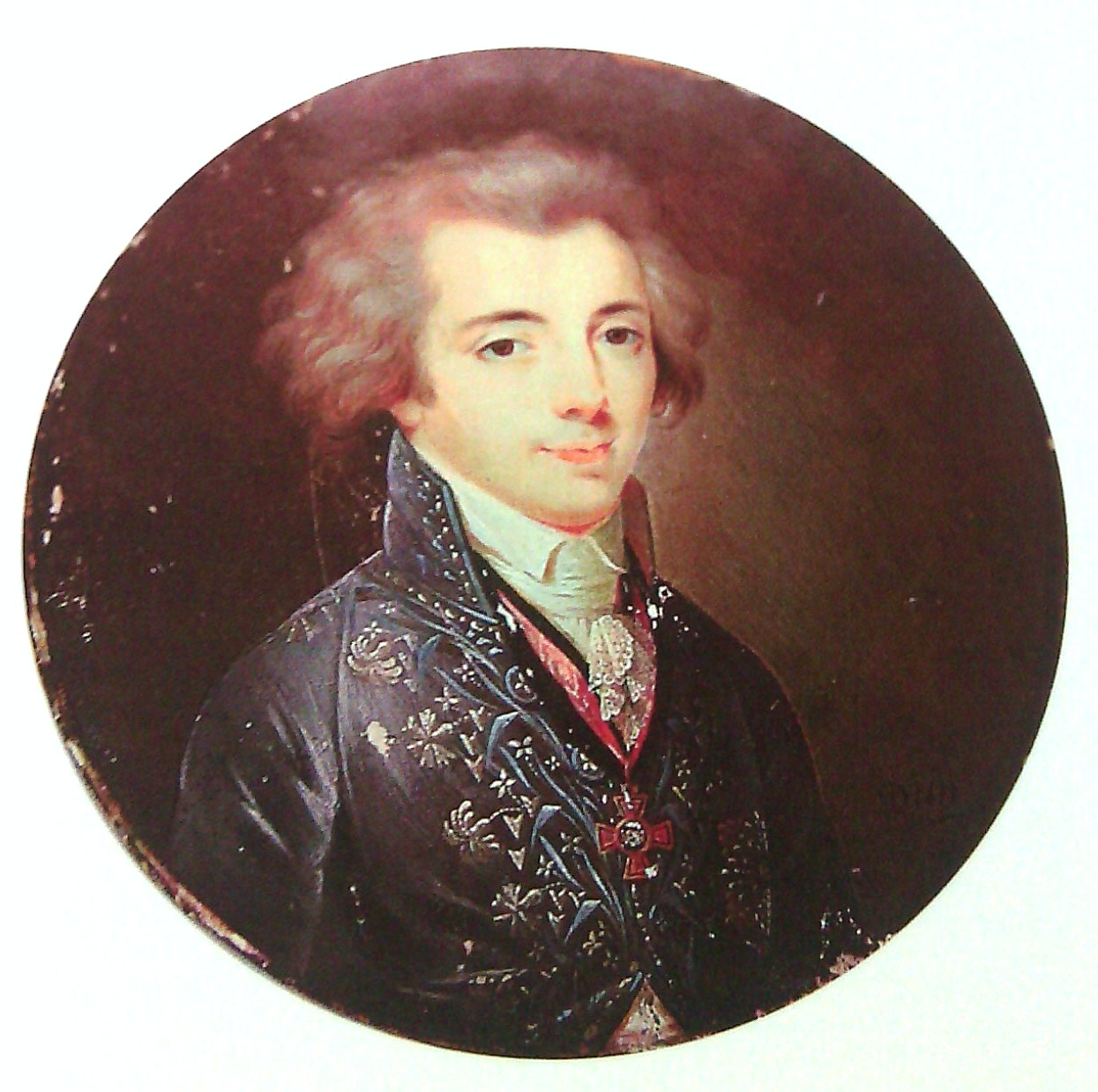
Павел Скавронский (сын)

Постоянно осыпая милостями своего двоюродного брата Скавронского, Елизавета Петровна не забывала и его молодой жены и в 1756 году пожаловала её в статс-дамы. В семейной жизни Мария Николаевна Скавронская, насколько об этом можно судить по завещанию её мужа, была счастлива. Завещание гласило: 

Всем моим движимым и недвижимым имением, владеть и распоряжаться жене моей так, как бы я сам то делать мог, а сыну моему быть навсегда у ней в должном послушании и не вольно ему до 30 лет возраста своего из недвижимого моего имения ничего продать и заложить без воли матери своей.
 Содержание завещания настолько удивило современников, что появилось даже подозрение в его подложности. Скавронская подверглась деликатному допросу и, крайне раздраженная, наконец, заявила, что «если хоть малейшее в руке или в воле мужа есть сомнение, то она ничего не желает и подвергает себя во всем высочайшей её императорского величества милости». Не желая более оставаться в Петербурге, в 1779 году Скавронская уехала за границу к сыну, где он заканчивал обучение. С этого времени она почти постоянно жила в Италии, которую страстно полюбила, и где её сын с 1784 года состоял посланником. В Санкт-Петербурге, однако, не забыли Скавронскую, и в день коронации императора Павла ей пожалован был орден Святой Екатерины 1-го класса.
По уверению С. Р. Воронцова, графиня Скавронская отличалась весьма строптивым, необузданным характером и непристойным поведением, так что всюду, где ей приходилось быть в Европе, она оставляла по себе очень дурную репутацию. Она была образчиком властолюбивой бесцеремонности, имела манеру не знаться с итальянцами и их не принимала. Для соотечественников каждую среду у Скавронской был бал, а по субботам — концерт. Умерла в декабре 1804 года в Неаполе и была похоронена в Александро-Невской лавре (могила не сохранилась). А. Я. Булгаков писал брату:

 Третьего дня в 6 часов поутру скончалась наша графиня Скавронская, следствием стечения разных болезней, а главная — рак на груди, который она таила долго даже от своего доктора. Она не хотела делать ни завещания, ни духовной; люди её должны идти почти по миру. Так не хотела умирать, что после смерти думала воскреснуть и велела именно три дня себя не хоронить. Умерла, не открыв перед Богом сердца своего, не перекрестясь даже. Она церкви лет десять не видела. Эта смерть оплакиваема многими бедняками; коим дом её служил ежедневным пристанищем; нам дает она лишние хлопоты и переписки.